# 45 nm
Il processo costruttivo a 45 nm (45 nanometri) è l'evoluzione del precedente processo a 65 nm utilizzato per esempio da Intel e AMD per la produzione di microprocessori. Panasonic ha annunciato la messa in commercio per il 1º novembre 2007 di un masterizzatore Blu Ray dotato di un processore a 45 nm quindi Panasonic è stato il primo produttore a mettere in commercio un dispositivo con componenti a 45 nm. La sua introduzione nel settore dei computer è avvenuta il 12 novembre 2007 da parte di Intel con il processore Yorkfield; AMD invece ha annunciato l'arrivo sui mercati dei primi prodotti per la prima metà del 2008.
Toshiba, NEC e Sony hanno formato un'alleanza per lo sviluppo congiunto della tecnologia a 45 nanometri e puntano a produrre i primi integrati con questa tecnologia nel 2008.
Il termine "45 nm" indica il nodo tecnologico del processo produttivo (definito come la metà della distanza fra celle vicine in un chip contenente memoria DRAM) e non la lunghezza di gate dei transistor (che nei dispositivi prodotti da Intel in questa tecnologia è pari a 35 nm, invariata rispetto al nodo tecnologico a 65 nm). Per avere un'idea di cosa voglia dire "45 nm" basti considerare che il virus dell'HIV è grande circa 120 nm, un globulo rosso umano circa 6000-8000 nm e un capello quasi 80000 nm.
Il processo di produzione richiede che lo spessore dello strato isolante sopra al canale sia estremamente ridotto, vicino al nanometro, e questo permette a numerosi elettroni di saltare la barriera per effetto tunnel, provocando una corrente, detta di leakage, fenomeno che fino ad alcuni anni fa era di entità assolutamente irrilevante. Tale corrente provoca un aumento del consumo totale del processore e quindi anche un aumento di temperatura. Intel ha dovuto far fronte a questo problema già con il Pentium 4 Prescott, costruito a 90 nm, che scatenò subito diverse polemiche legate appunto al suo alto "leakage", poco tenuto sotto controllo, che contribuiva ad incrementare un consumo elettrico già elevato.

## Nuove tecniche per utilizzare i 45 nm
Per ottenere transistor di prestazioni elevate, anche a queste dimensioni, attualmente sono impiegate tecniche come strained silicon e "high-k dielectrics" (strati dielettrici). La prima prevede la modifica della struttura reticolare del silicio del canale, stirandolo o comprimendolo per ottenere una maggiore mobilità di elettroni e lacune. La seconda prevede l'uso di ossidi (a base di afnio, titanio e altri metalli) ad alta costante dielettrica, il che consente di ottenere campi elettrici elevati, potendo contare su spessori più elevati, e quindi un leakage inferiore. Inoltre alcuni produttori hanno iniziato ad adottare strati metallici per il gate, al posto del polisilicio; soluzione più dispendiosa, ma che dà meno problemi nella regolazione della tensione di soglia.
Quantitativamente, stando a quanto anticipato da Intel, questo permetterà di ridurre di circa il 30% la potenza richiesta per la commutazione on/off dei transistor, aumentando l'efficienza con un incremento del 20% della corrente, che si rispecchia direttamente in un aumento del 20% delle prestazioni.
I vantaggi nel passare a questo processo costruttivo e, più in generale, a cercare di migliorare sempre più la miniaturizzazione, sono molteplici: si va dal miglioramento della resa produttiva con conseguente abbattimento di costi (più un processore è "piccolo" e più processori possono essere fabbricati con un solo wafer), alla diminuzione del consumo elettrico, passando per la possibilità di integrare un numero di transistor sempre maggiore con conseguente aumento della potenza elaborativa.
Intel ha già previsto quali saranno i passi successivi, si parla dei futuri processi costruttivi a 32 nm, 22 nm e 16 nm.

## Processori realizzati con il processo 45 nm

### Processori Intel
- Core 2 Duo
  - Ridgefield
  - Penryn
  - Wolfdale
- Core 2 Extreme
  - Yorkfield
- Core i5
  - Lynnfield
  - Clarkdale
  - Clarksfield
  - Arrandale
- Core i7
  - Bloomfield
- Xeon DP
  - Harpertown
  - Gainestown
- Xeon MP
  - Dunnington
- Itanium 2 MP
  - Poulson

### Processori AMD
- Phenom II
  - Deneb
  - Heka
  - Propus
  - Rana
  - Regor
  - Champlain

### Processori ARM
- Processore Apple A4
- Processore Apple A5 (prima versione)

### Processori IBM
- Cell